# Laments
Laments ist das erste Demo der belgischen Funeral-Doom-Band Inframonolithium.

## Geschichte
Nachdem er mit Antemortem von Until Death Overtakes Me eine langjährigen Veröffentlichungs-Pause beendete ist Laments die erste Veröffentlichung eines neuen Projektes von Stijn van Cauter. Das Projekt Inframonolithium entstand dabei als Reaktivierung und Fortführung der musikalischen Idee von The Ethereal. Da das Projekt mit Beginn Solo von Stijn van Cauter geführt wurde und die Musik von ihm in seinem Heimstudio Templa Libitina autark komponiert und eingespielt wurde, sind exakte Schreib- und Aufnahmezeiträume des Demos Laments nicht publik. Techniker und Produzenten blieben ausgeschlossen. Die Rezeption des als Musikdownload via Bandcamp veröffentlichten Albums blieb aus.

## Albuminformationen
Laments wurde als das erste Demo der Band am 10. Mai 2017 über Void Overflow als Musikdownload mit drei separaten Stücken veröffentlicht. Punktuell wurde das Demo auch Demo I: Laments betitelt. Das Demo besitzt eine Gesamtspielzeit von 30:39 Minuten. Die Gestaltung des Albums übernahm van Cauter selbst. In der zur Verfügung gestellten Print-on-Demand-Variante gab van Cauter das Album mit entsprechender Aufbereitung als CD heraus.

### Titelliste
1. Emerald Dirge 09:28
2. Everafter 11:35
3. Laments on the Wind 09:36

### Stil und Konzept
Das als Musikdownload veröffentlichte Funeral-Doom-Album wird von Stijn van Cauter als „Raw Funeral Doom“ kategorisiert sowie als eine symphonische „kalte Reise in die Reiche der Leere, und des schreienden Nichts“ beschrieben. Das Album widmet sich in dem mit Inframonolithium durchgehend verfolgten philosophischen Überbau eines nicht weiter erläuterten phantastischen Szenarios. Das Werk der Band ist auf ein zusammenhängendes Fantasy-Konzept hin ausgerichtet, dem sich die einzelnen Veröffentlichungen unterordnen. Der exakte Zusammenhang des Konzeptes wird von van Cauter jedoch nicht näher erläutert.
Deutlich machte er, dass es sich um ein metaphysisch aufgeladenes Fantasy-Konzept handele. An anderer Stelle verwies er, für die Reaktivierung und Fortführung seiner musikalischen Ideen, auf einen Ansatz sich von frühen Veröffentlichungen abhebe und mehr an musikalischen Texturen als lyrischen Themen interessierten, sei.